# سیارک ۱۵۰۹۳
سیارک ۱۵۰۹۳ (به انگلیسی: 15093 Lestermackey، نامگذاری:1999TA31) پانزده هزار و نود و سومین سیارک کشف شده‌است که در ۴ اکتبر ۱۹۹۹ کشف شد.
قدر مطلق سیارک برابر ۱۶.۲ است.